# Královský skotský národní orchestr
Královský skotský národní orchestr (anglicky Royal Scottish National Orchestra) je skotský národní symfonický orchestr sídlící v Glasgow. Kromě největšího skotského města účinkuje tento 89členný profesionální sbor pravidelně v dalších skotských městech, jako Edinburgh, Aberdeen, Dundee a také v zahraničí.
Orchestr vznikl roku 1891, pod původním názvem Skotský orchestr, ale profesionálně začal účinkovat od roku 1950. Jako Královský působí od roku 1991. Domácí působiště je Glasgow Royal Concert Hall a zároveň Hala Henryho Wooda taktéž v Glasgow, kde je i nahrávací studio. Během 80. let 20. století byla hlavní a jedinou nahrávací společností orchestru Chandos Records. V současné době je to Naxos Records.
Pod vedením prvního skotského dirigenta Sira Alexandera Gibsona, který zde působil zde v letech 1959-1984, vstoupil orchestr do mezinárodního povědomí. V tomto období se také repertoár sboru specializoval na skandinávské autory, například Fina Jeana Sibelia a dánského skladatele Carla Nielsena. V letech 1926 až 1927 u sboru působil i český dirigent Václav Talich.
Ke sboru patří také amatérský pěvecký sbor, který se sborem vystupuje hlavně na území Skotska.

## Hlavní dirigenti sboru
- Stéphane Denève (2005–)
- Alexandr Nikolajevič Lazarev (1997–2005)
- Walter Weller (1991–1996)
- Bryden Thomson (1988–1990)
- Neeme Järvi (1984–1988)
- Sir Alexander Gibson (1959–1984)
- Hans Swarowsky (1957–1959)
- Karl Rankl (1952–1957)
- Walter Susskind (1946–1952)
- Warwick Braithwaite (1940-1946)
- George Szell (1937-1939)
- John Barbirolli (1933-1936)
- Vladimir Golschmann (1928-1930)
- Václav Talich (1926-1927)
- Landon Ronald (1916-1920)
- Emil Mlynarski (1910-1916)
- Frederic Cowen (1900-1910)
- Wilhelm Bruch (1898-1900)
- Willem Kes (1895-1898)
- George Henschel (1893-1895)